# 林岡木
林岡木（日语：／ Hayashi Okagi，1909年9月2日—2025年4月26日），是一名日本超級人瑞。自2024年12月29日糸岡富子逝世後，成為日本及亞洲在世最年長者。

## 生平
1909年9月2日，林岡木生於岐阜縣妻木町，為家中獨女，父母經營米店。1918年米騷動期間，幼年的她曾暫避於鄰居和親戚家中。
林岡木的母親為獨生女，父親為入贅女婿；林岡木的丈夫同樣入贅林家。
婚後，她隨教師丈夫調職至北海道，長子於當地出生。二戰後，丈夫接手了家族米店，她在協助經營之餘逐漸掌握農活技能。
2013年10月24日，林岡木以104歲之齡獲土岐市認證為最高齡者，2019年6月24日，原紀錄保持者和田翠代去世後，她以109歲之齡成為岐阜縣官方認證最高齡者。
2015年，106歲的林岡木接受土岐市市长探望，並分享其長壽秘訣為“飲食不挑食，尤其喜愛生鮮水果”。
2025年1月，林岡木以115歲之齡获厚生勞動省認證為日本最年長者。報導稱她雖需輪椅與書寫交流，但仍保持活動能力。
林岡木育有七子二女，截至2025年4月去世時，她有22個孫輩、36個曾孫輩和12個玄孫輩。2025年4月26日上午8點39分，林岡木因心臟衰竭在岐阜縣土岐市立土岐綜合醫院去世，享年115歲236天。根據其遺願，遺體被捐贈給醫學院用於研究。隨著林岡木的去世，近藤峰成為日本在世最年長者。

## 健康與長壽
2013年10月24日，林岡木成為土岐市已知最年長者。2019年6月24日，隨著110歲的和田翠代去世，林岡木成為岐阜縣最年長者。
2019年9月，她慶祝110歲生日，成為了超級人瑞。當時有8個孩子、22個孫輩、36個曾孫輩和5個玄孫輩。儘管年事已高，她仍保持閱讀報紙和玩益智遊戲的習慣。
2024年12月29日，116歲的糸岡富子去世後，林岡木以115歲之齡成為日本及亞洲在世最年長者，也是繼伊娜·卡納巴羅·盧卡斯和埃塞爾·凱特勒姆之後，全球經老人學研究組織(GRG)認證的第三高齡者。她也是日本最後一位1900年代出生的在世者。
2025年4月26日上午8時39分，林岡木因心臟衰竭在日本岐阜縣土岐市去世，享年115歲236天。
她去世後，愛知縣的近藤峰成為日本新任最年長者。

## 長壽紀錄
- 2019年6月24日，時年110歲的和田翠代去世，林岡木（時年109歲）成為岐阜縣获厚生勞動省認證的最年長者。[7]
- 2024年12月29日，時年116歲的糸岡富子去世后，林岡木（時年115歲）成為日本及亞洲經吉尼斯世界紀錄認證的在世最年長者。[23][24]